# Réserve ornithologique de Plankeholmane

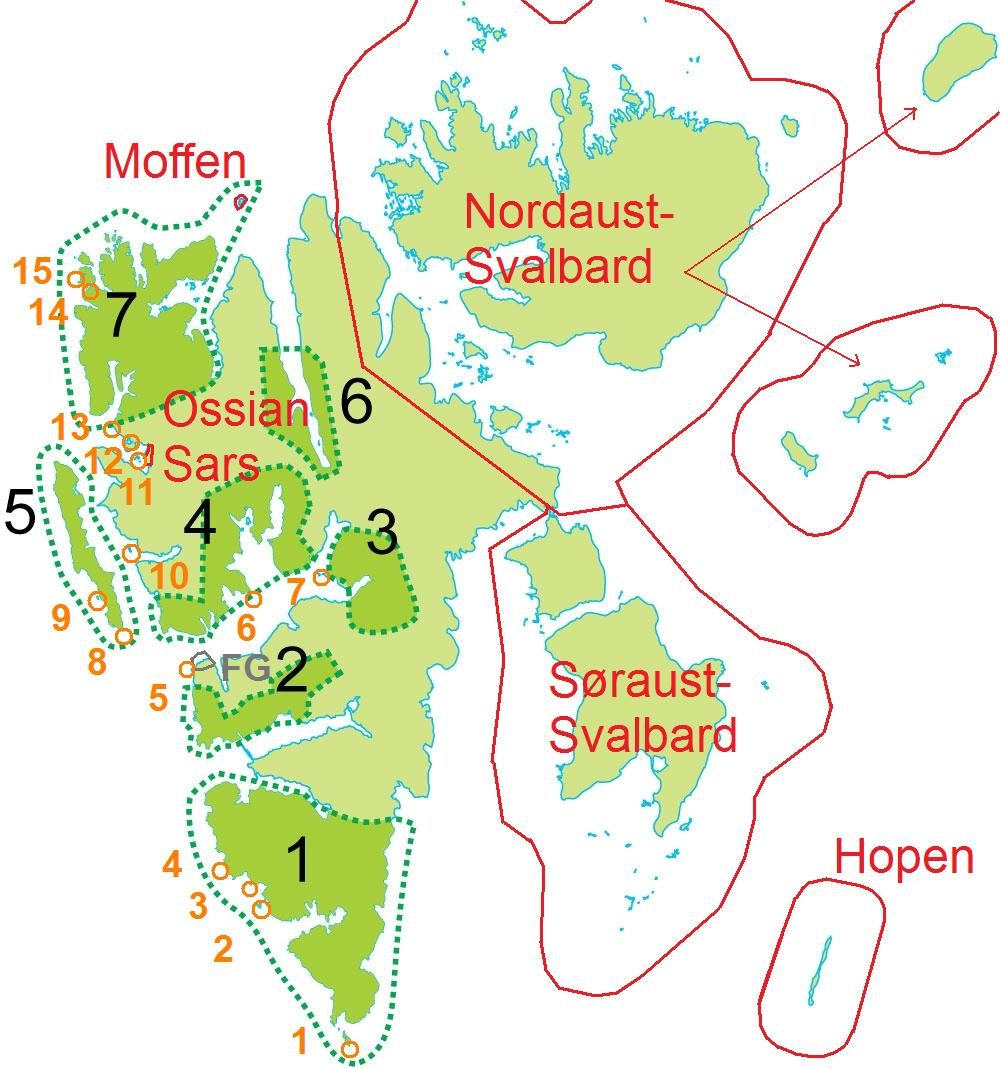
Carte des aires protégées au Svalbard, la réserve porte le numéro 8.

La réserve ornithologique de Plankeholmane est une réserve naturelle norvégienne située au Svalbard qui a été établi par décret royal le 1er juillet 1973 et comprend quelques îlots au sud-ouest de l'île de Prins Karls forland. La réserve a une superficie totale de 1,62 km2, mais elle est ancrée dans le Parc national de Forlandet lequel contient également la réserve ornithologique de Forlandsøyane.
En plus des eiders à duvet et des oies, on trouve des phalaropes à bec large,des hareldes kakawi, des plongeons catmarin et des guillemots de Troïl. On trouve également des oiseaux de mer qui viennent y passer l'hiver.
Dans la période de 15. mai – 15. août l'ensemble du trafic maritime et l'atterrissage d'aéronefs est interdit dans la réserve.
l est interdit de s'approcher à 300 mètres de la réserve, afin d'éviter que les parents ne soient effrayés et que des oiseaux de proie ou des renards ne prennent les œufs